# 下級生2
《下級生2》是在2004年8月27日由élf製作發售的戀愛模擬成人遊戲。和同為élf開發的前作《下級生》使用相同的遊戲系統及介面，但是舞台場景和人物設定皆無關聯。改編的電視動畫共13集，另外也還陸續發售OVA、漫畫、小說、CD等相關作品。

## 遊戲系統
下級生系列與一般戀愛冒險遊戲不同的是並非只有選擇選項，並且需要平衡行動時間與金錢，規劃好約會的時間和地點。好感度達到一定數值後，必需要經過某些特定劇情，好感度才能進一步上升，否則無法得到好結局。當好感度達到最大時，最後一天可以自由選擇任何一個女主角的結局，可以同時攻略多個角色。與前作一樣，雖然名為《下級生2》，但是女主角多半不是比主角低年級的學妹。

## 登場人物
以下聲優名稱均為電視動畫版中公開的，遊戲版和18禁OVA版的聲優名稱都是非公開的。

### 主要角色
織屋浪馬（聲：綠川光（兒童時代是日比愛子））
賴津學園3年A班學生，拳擊同好會的成員。經常在練習時偷懶，常做出破壞的舉動，被學園視為問題學生。
柴門環（聲：河原木志穗）
生日：3月3日（雙鱼座）　血型：B型　身高162cm　三圍：84（C）/59/80
賴津學園3年A班學生。浪馬的青梅竹馬，陽光型的性格。拳擊同好會的經紀人，常常督促浪馬練習。目前有就讀醫學大學的男朋友。
高遠七瀨（聲：中島沙樹）
生日：10月18日（天秤座）　血型：A型　身高165cm　三圍：86（D）/55/80
賴津學園3年C班學生。具有強烈正義感，對於違反校規的人絕不輕饒。學生自治會執行部副會長，隸屬籃球社。對浪馬懷有敵意。
白井夕璃（聲：豬口有佳）
生日：9月12日（處女座）　血型：O型　身高150cm　三圍：80（B）/54/82
賴津學園1年B班學生，拳擊同好會的新成員，也是管樂社的成員。父親是導演，母親是演員，所以對演戲相當有興趣，並在課餘時間參與拍戲。
平澤博子（聲：田中涼子）
生日：6月25日（巨蟹座）　血型：A型　身高156cm　三圍：81（B）/55/82
賴津學園2年D班學生。祖父是從事機器人開發與研究的科學家，以成為科學家的目標邁進。
澤村香月（聲：及川瞳）
生日：8月23日（處女座）　血型：A型　身高147cm　三圍：76（A）/52/80
賴津學園的畢業生，目前以實習老師的身分回賴津學園實習。
若井美咲（聲：永島由子）
生日：2月22日（雙魚座）　血型：AB型　身高169cm　三圍：80（C）/56/85
賴津學園新進的美術老師兼美術社的顧問。
橫溝富美（聲：西川宏美）
生日：6月17日（雙子座）　血型：B型　身高172cm　三圍：90（E）/58/87
賴津學園的圖書館員。
井伏於紀江（聲：鳴海绘里香）
生日：10月24日（天蝎座）　血型：O型　身高153cm　三圍：85（C）/57/85
聖メアリミード學院的2年級學生。其实是大山惠比子喜欢上主角并且在减肥成功后的假名。TV动画的声优本预定为长崎美奈美，但因为生病改由鸣海代替。
堀出實果（聲：大津田裕美）
生日：7月24日（獅子座）　血型：AB型　身高156cm　三圍：79（A）/55/83
賴津車站廣場的街頭藝人。

### 次要角色
大山惠比子
聖メアリミード學院的2年級學生。
砂吹望（聲：木村拓）
浪馬的青梅竹馬。受祖父的影響，非常喜歡釣魚。
雨堂刃（聲：金子幸伸（兒童時代是雨谷和砂））
浪馬的青梅竹馬，籃球社的王牌球員。成績優秀，頗受女學生歡迎。
志藤晴人
賴津學園的老師。

## 工作人員
- 角色設計、原畫：門井亞矢
- 劇本：Morning息子※最初預定由原田宇陀兒擔任。
- 音樂：與猶啟至

## 主題曲
OP1「18」
作詞：菜那万里亞 作曲：福笑太郎 編曲：とおる 歌：カチューシャ（河原木志穗/中島沙樹/美弥乃静）
OP2
作詞：福笑太郎 作曲：福笑太郎 編曲：きむしん 歌：カチューシャ（河原木志穗/中島沙樹/美弥乃静）
柴門環ED 「夏」
作詞：福笑太郎 作曲：福笑太郎 編曲：辺見さとし 歌：河原木志穗
高遠七瀬ED 「潮騒」
作詞：Ya-Su 作曲：とおる 編曲：とおる 歌：中島沙樹
白井夕璃ED 「天使のメロディー」
作詞：きむしん 作曲：きむしん 編曲：きむしん 歌：猪口有佳
平澤博子ED 「ココロノカケラ」
作詞：白水花 作曲：とおる 編曲：とおる 歌：田中良子
堀出實果ED 「鼓動」
作詞：磯山都 作曲：とおる 編曲：とおる 歌：大津田裕美
井伏於紀江ED 「誰よりもいちばん輝いてるあなたへ」
作詞：きむしん 作曲：きむしん 編曲：きむしん 歌：長崎みなみ
澤村香月ED 「Lucky Day」
作詞：きむしん 作曲：きむしん 編曲：きむしん 歌：及川ひとみ
若井美咲ED 「waver leaf」
作詞：きむしん 作曲：きむしん 編曲：きむしん 歌：永島由子
横溝富美ED 「蜉蝣」
作詞：菜那万里亞 作曲：とおる 編曲：とおる 歌：西川宏美

## 下級生2 Another Story
下級生2 Another Story(アナザーストーリー)是收錄在2004年élf會員的《élf Fan Club會報》(エルフファンクラブ会報)Vol.56～58中的18禁Fan disc遊戲，內容是以柴門環、高遠七瀨、白井夕璃為女主角的短篇故事。
- 下級生2 -アイノキセキ-

收錄在ElfFanClub會報Vol.56，女主角是白井夕璃。
- 下級生2 -dute-

收錄在ElfFanClub會報Vol.57，女主角是高遠七瀨。
- 下級生2 -lovers-

收錄在ElfFanClub會報Vol.58，女主角是柴門環。

## 電視動畫
電視動畫以《下級生2 ～瞳中的少女們～》（下級生2 〜瞳の中の少女たち〜）為標題，2004年10月1日開始播放。內容主要是圍繞原創角色岸田瞬與各個女主角交織的故事為中心。岸田瞬有太多不明之處並且有點故弄玄虛，而結局亦沒有表明岸田瞬的真正身份為何，就此留下一堆謎題為結局；但根據動畫的最后兩話可以猜出，岸田瞬可能是幽靈。另外也完全沒有說明故事的舞台及背景，因此引起部分觀眾的批評。

### 原創角色
琴野千穗（聲：近藤志津香）
生日：12月8日（射手座）　血型：O型　身高165cm　三圍：82/58/84
柴門環的摯友，隸屬游泳部。
岸田瞬（聲：池田光）
轉學生。謎樣般的少年。
高大寺助清（聲：一條和矢）
向浪馬挑戰的男子，愛慕琴野千穗，由於衝動掉入河裡，不會游泳，差點溺死。

### 主題曲
OP「18」
作詞：菜那万里亜 作曲：福笑太郎 編曲：とおる 歌：カチューシャ（河原木志穂/中島沙樹/美弥乃静）
ED
作詞：福笑太郎 作曲：福笑太郎 編曲：きむしん 歌：カチューシャ（河原木志穂/中島沙樹/美弥乃静）

### 各話列表
| 話數     | 日文標題              | 中文標題                | 劇本     | 分鏡             | 演出         | 作畫監督         |
| -------- | --------------------- | ----------------------- | -------- | ---------------- | ------------ | ---------------- |
| 第一章   | …過去からの来訪者…    | 來自過去的訪客          | 影山楙倫 | 岩永彰           | 岩永彰       | 宮田奈保美       |
| 第二章   | …彷徨える異邦人…      | 彷徨的異鄉人            | 影山楙倫 | 保田健司         | 清水一伸     | 松山光治         |
| 第三章   | …すれ違う巡礼者たち…  | 交錯的巡禮者            | 影山楙倫 | Yang Kwang Seock | 剛田隼人     | Yang Kwang Seock |
| 第四章   | …待ち人現れり…        | 等待之人出現            | 影山楙倫 | 赤坂三十朗       | 渡邊純央     | 草刈大介         |
| 第五章   | …旅する流離い人…      | 旅行的流浪者            | 影山楙倫 | 中山正惠         | 篠崎康行     | 高木信一郎       |
| 第六章   | …迷い人…目覚めの瞬間… | 迷途之人…覺醒之時       | 大石哲也 | 岩永彰           | 岩永彰       | 宮田奈保美       |
| 第七章   | …迷い人…遠い夏の記憶… | 迷途之人…遙遠夏天的記憶 | 大石哲也 | 保田健司         | 清水一伸     | 松山光治         |
| 第八章   | …生きとし…生ける者…   | 世界萬物…一切的生命…    | 影山楙倫 | 影山楙倫         | 剛田隼人     | Yang Kwang Seock |
| 第九章   | …夏祭り…逸れ人…       | 夏日祭典…走散之人       | 影山楙倫 | 今千秋           | ふくもとかん | Yang Byung kil   |
| 第十章   | …去り行く者の鎮魂歌…  | 亡者的鎮魂歌            | 大石哲也 | ヤマトナオミチ   | 渡邊純央     | 草刈大介         |
| 第十一章 | …恋と革命の闘士…      | 戀愛與革命的戰士        | 大石哲也 | 岩永彰           | 岩永彰       | 高木信一郎       |
| 第十二章 | …過ぎ去りし日の旅人…  | 昔日的旅人              | 影山楙倫 | 保田健司         | 清水一伸     | 松山光治         |
| 最終章   | …そして…夢追い人…     | 之後…追夢之人…          | 影山楙倫 | 影山楙倫         | 岩永彰       | 宮田奈保美       |

### 播放電視台
日本深夜動畫：下文記載的日本国内播放時間使用日本標準時間（UTC+9）表示。因為部分時間标识會採用30小时制，因此請留意这类超过24:00的时间，其實際播放時間為翌日清晨。
| 播映地域 | 電視台       | 播映期間                | 播映時間                 | 所屬聯播網  |
| -------- | ------------ | ----------------------- | ------------------------ | ----------- |
| 埼玉縣   | 埼玉電視台   | 2004年10月1日－12月24日 | 金曜25時30分 - 26時00分  | 獨立UHF系列 |
| 青森縣   | 青森放送     | 2004年10月4日－12月27日 | 月曜25時50分 - 26時20分  | NNN系列     |
| 愛知縣   | 愛知電視台   | 2004年10月4日－12月27日 | 月曜 26時28分 - 26時58分 | TXN系列     |
| 千葉縣   | 千葉電視台   | 2004年10月5日－12月28日 | 火曜 25時30分 - 26時00分 | 獨立UHF系列 |
| 神奈川縣 | 神奈川電視台 | 2004年10月7日－12月30日 | 木曜 25時05分 - 25時35分 | 獨立UHF系列 |
| 大阪府   | 大阪電視台   | 2004年10月7日－12月30日 | 木曜 27時05分 - 27時35分 | TXN系列     |

### 工作人員
- 企劃：本村眞章[7]
- 監督：杜野幼青
- 監督助手：岩永彰
- 系列構成：影山楙倫
- 角色原案：門井亜矢
- 角色設計：倉嶋丈康
- 美術監督：池田繁美
- 色彩設計：北沢希実子
- 撮影監督：前田洋志
- 編輯：田熊純
- 音響監督：谷田部勝義
- 音響製作：シュガーボーイ
- 音響製作人：金子政路
- 音樂製作人：西原均
- 音樂製作人：佐藤知之
- 聲音/協調員：大川正義
- 製作人：村竹保則
- 動畫製作人：越中おさむ
- 執行製作人：高野秀夫
- 動畫製作：Arms
- 動畫製作協力：サテライト（2/7/12話）、スタジオガッツ（4/10話）、知遇プロダクション（3/8話）、韓鎮アニメーション（5/9/11話）
- 製作：Softgarage

## OVA
兩部OVA都是由Pink Pineapple發售的成人動畫。

### 下級生2 〜季花詞集（Anthology）〜
登場女主角是柴門環、高遠七瀨、白井夕璃、澤村香月。

#### 主題曲
OP「RAINBOW」
作詞：菜郡万里亜　作曲/編曲：とおる　歌：カチューシャ2nd（河原木志穂、猪口有佳、池田ひかる）
ED「青春の渦中者たち」
作詞：菜郡万里亜　作曲：とおる　編曲：辺見さとし　歌：カチューシャ2nd（河原木志穂、猪口有佳、池田ひかる）

#### 工作人員
- 監督：谷田部勝義（第1巻）、大河原晴男（第2巻）
- 劇本：MOGLES
- 分鏡：谷田部勝義（第1巻）、大河原晴男（第2巻）
- 角色原案：門井亜矢
- 角色設計/作畫監督：大河原晴男
- 美術監督：田代一志
- 撮影監督：沖一
- 音響監督：谷田部勝義（第1巻）、かばやつよし（第2巻）
- 音響製作人：金子政路
- 音響製作：シュガーボーイ
- 執行製作人：かのうひで
- 動畫製作人：如月陸月
- 製作人：石神公太郎
- 動畫製作：犬小屋
- 製作：PinkPineapple

#### 發售日
第一節『トードリリー〜秘密〜』
發售日：2006年3月24日
第二節『ブバルディア〜情熱〜』
發售日：2006年6月23日

### 下級生2 〜Sketchbook〜
登場女主角是柴門環、高遠七瀨、若井美咲、井伏於紀江。

#### 工作人員
- 監督/分鏡/角色設計/作畫監督：大河原晴男
- 劇本：MOGLES
- 演出：柳伸亮
- 角色原案：門井亜矢
- 製作人：石神公太郎
- 動畫製作：犬小屋
- 製作：PinkPineapple

#### 發售日
Page.1『Dress』
發售日：2007年5月25日
Page.2『Face』
發售日：2007年6月22日

## 相關商品
漫畫
- 下級生2 〜brilliant days〜[10]

作畫：虎向ひゅうら　出版社：角川書店　出版日：2005年5月10日　ISBN 978-4047137219
小說
- 下級生2

作者：雷太　出版社：Softgarage
1.たまき篇 出版日：2004年11月15日　ISBN 978-4861330322
2.七瀬篇 出版日：2005年3月15日　ISBN 978-4861330391
3.夕璃篇 出版日：2005年6月15日　ISBN 978-4861330476
4.オムニバス1 出版日：2005年9月15日　ISBN 978-4861330575
5.オムニバス2 出版日：2005年12月22日　ISBN 978-4861330636
- 下級生2 誰よりも一番輝いているあなたへ[11]

作者：相島巻　插畫：門井亜矢　出版社：角川書店　出版日：2004年11月29日　ISBN 978-4044711016
- 下級生2 七瀬 SECRET TRACK

作者：森野一角　出版社：Coremagazine　出版日：2006年5月25日　ISBN 978-4877349981
CD
- 下級生2 サウンドトラック

出版社：elf　發售日：2004年9月30日
- 下級生2 ドラマCD 第1~3卷

出版社：elf　發售日：2004年10月29日、11月26日、12月24日
- TVアニメーション 下級生2 ソング・コレクション

出版社：elf　發售日：2004年11月26日
- OVA 下級生2 〜季花詩集(Anthology)〜 テーマソング＆ドラマCD

出版社：PinkPineapple　發售日：2006年2月24日
書籍
- 下級生2ビジュアルファンブック

出版社：ENTERBRAIN 出版日：2004年12月27日　ISBN 978-4757721258

## 爭議
在遊戲中，柴門環與就讀某醫學大學的男友已有肉體關係，「戀愛遊戲的第一女主角不是處女」的罕見設定在當時引起部分玩家的憤怒，有玩家在2ch公開聲明要將折半的《下級生2》DVD-ROM和要求退貨的信函寄回élf來表達強烈不滿，這個事件在日本被稱為玉金事件（たまきん事件）。

## 評價
《下級生2》在Getchu.com的2004年萌遊戲排名中綜合部門第17名、音樂部門第22名、映像部門第13名、系統部門第18名、女主角部門高遠七瀨第20名。

## 外部連結
- 下級生2官方網站（页面存档备份，存于）（日語）
- 下級生2 ～瞳孔中的少女們～官方網站（页面存档备份，存于）（日語）
- 下級生2 〜季花詞集（Anthology）〜官方網站 （页面存档备份，存于）（日語）
- 下級生2 〜Sketchbook〜官方網站 （页面存档备份，存于）（日語）
- http://www.uzuki.ac/ （页面存档备份，存于）（日語）